# ایزبل بورلس
ایزبل بورلس (انگلیسی: Isobel Borlase؛ زادهٔ ۱۲ سپتامبر ۲۰۰۴) بازیکن بسکتبال زن اهل استرالیا است.
وی در مسابقات کشوری و بین‌المللی در مجموع برندهٔ ۱ مدال طلا، ۱ مدال نقره، ۱ مدال برنز شده است.